# 3DMark

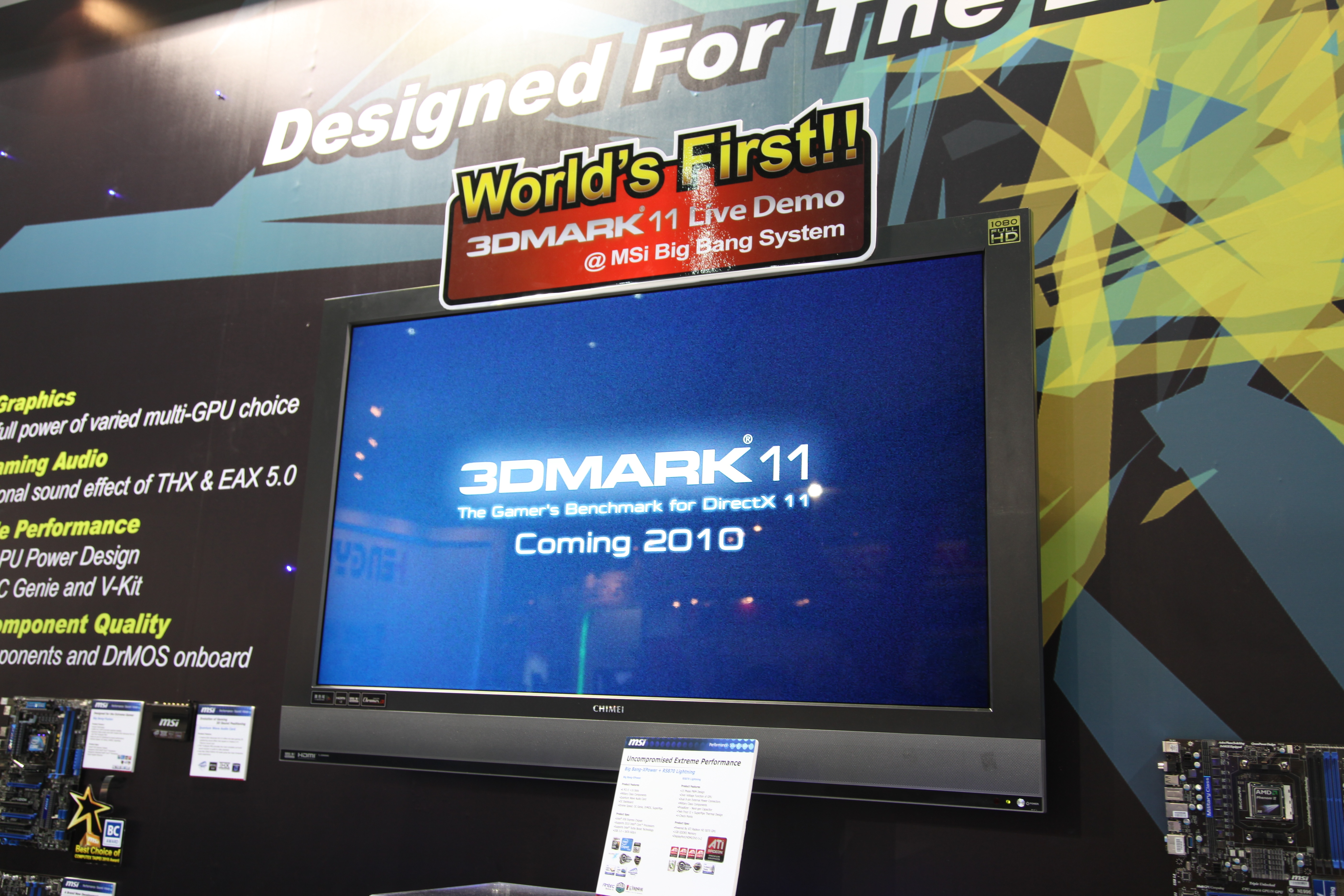
2010台北國際電腦展，微星科技MSI Big Bang System播放3DMark 11 Live Demo。

3DMark是一個由UL（前身MadOnion，后為Futuremark，2018年4月更名为UL）開發的智能设备性能评测軟件，用于评测设备的3D圖形渲染和CPU的處理能力。现除安装Windows系统电脑外，已针对Android和iOS发布了移动设备版本。

## 早期版本

### 3DMark99
發佈於1998年10月26日，是第一代的3DMark,以DirectX 6為基礎。圖形測試使用Remedy Entertainment的MAX-FX引擎的早期版本。这个引擎也被用来打造3D Realms旗下名作 马克思·佩恩系列。

### 3DMark99 MAX
發佈於1999年3月8日，是3DMark99的更新版。

### 3DMark2000
發佈於1999年12月6日，是第二代的3DMark,使用了DirectX 7的關鍵功能（如硬件加速轉換）。

### 3DMark2001
發佈於2001年3月12日，是第三代的3DMark,同時是一個版本支援DirectX 8的關鍵功能（如頂點和像素著色器）。

### 3DMark2001 SE
發佈於2002年2月12日，是3DMark2001的更新版。3DMark2001 SE是最後一個使用MAX-FX引擎的版本。

## 支援版本

### 3DMark03
發佈於2003年2月11日，是第四代的3DMark,同時是一個版本支援DirectX 9的關鍵功能。
作為一個完整的軟件包，3DMark03測試包括：
- 4個圖像測試:
  - GT1: Wings of Fury - SM1.1 vertex shaders are used alongside fixed function pixel processing.
  - GT2: Battle of Proxycon - SM1.1 vertex shaders / SM1.4 or 1.1 pixel shaders / stencil shadows
  - GT3: Trolls' Lair - SM1.1 vertex shaders / SM1.4 or 1.1 pixel shaders / stencil shadows
  - GT4: Mother Nature - SM1.x and SM2.0 vertex and pixel shaders
- 2個CPU測試 - 低版本的GT1和GT4，使用軟件頂點著色單元，以提升CPU的負載
- 4個功能測試:
  - Single and multi-texturing fill rate - fixed function rendering
  - Vertex shader - SM1.1 vertex and pixel shaders
  - Pixel shader 2.0 - procedural texturing
  - Ragtroll - ragdoll physics and SM1.1 rendering
- 聲音測試 - a sequence of graphics tests that uses 0, 24 and 60 sound sources

### 3DMark05
發佈於2004年9月19日，是第五代的3DMark,與3DMark03一樣，都是基於DirectX 9，但圖形測試需要的最低要求需要支援Shader Model 2.0。

### 3DMark06
發佈於2006年1月18日，是第六代的3DMark，更新了3個從3DMark05的圖像測試。圖像測試的主要更新如下:
- 高动态光照渲染
- 对全部物件使用阴影贴图(尤其是级联阴影贴图技术Cascaded Shadow Maps, 和经由硬件PCF的纹理过滤)。
- 水面全部使用Pixel Sharder创建，同时有HDR reflection, depth fog和Gerstner wave functions等特效。
- 大气效果经由heterogeneous fog, light scattering and cloud blending创建。
- 在某些材质表面使用了包括Blinn-Phong shading model 或 Strauss lighting model 或 subsurface scattering等特效。

### 3DMark Vantage
發佈於2008年4月28日，是第七代的3DMark，使用了DirectX 10的關鍵功能，只支援Windows Vista SP1及Windows 7。
3DMark Vantage分為3個版本:試用版免費，入門版US$6.95、進階版$19.95以及專業版$995.0。這是第一個免費版本不可多次使用。
Futuremark為3DMark Vantage建立了一個特別網站，3DMark.com（页面存档备份，存于）。目前，它包含四個工作進展的截圖和兩個開發日記部分。第二部分的開發日記顯示3DMark Vantage的動議。

### 3DMark 11
發佈於2010年12月3日，是最新版本的3DMark，使用了DirectX 11的關鍵功能，只支援Windows Vista SP2，Windows 7及Windows 7 SP1。
3DMark 11分為3個版本:試用版免費、進階版$19.95以及專業版$995.0。

### 3DMark
2013年推出的新版3DMark沒有任何後綴，除了支援Windows平台（Windows Vista或更新），還新增了Android, iOS及Windows RT版本。

## 3DMark移动设备版本
UL公司发布了运行于Android和iOS平台的3DMark以支持大部分智能便携式设备和部分智能电视等物联网产品。截至2019年11月，Android平台和iOS平台上的3DMark免费下载使用，无需注册账号。
截至2021年五月初，Android平台的3DMark版本为2.2.4745，在谷歌play拥有1,000,000+安装量
截至2021年五月初，Android平台3DMark拥有Wild Life(新增)、Sling Shot、Ice Storm、API Overhead四个测试模式。其中Wile Life测试模式要求系统版本为Android10或更高。
而在iOS平台，由于受到系统限制，3DMark按不同的测试模式分成了3个应用程序。其版本如下：
3DMARK SLING SHOT 1.0.745
3DMARK ICE STORM 1.4.978
3DMARK API OVERHEAD 1.0.147。

## 外部連結
- Futuremark Corporation 首頁（页面存档备份，存于）
- 3DMark03–Archive.today的存檔，存档日期2007-10-21
- 3DMark05–（页面存档备份，存于）
- 3DMark06（页面存档备份，存于） – screenshots（页面存档备份，存于）
- 3DMark Vantage（页面存档备份，存于） – screenshots（页面存档备份，存于）
- 3DMarkMobile products（页面存档备份，存于）
- 10 Year Anniversary of 3DMark